# Jean Noerdinger
Johann (Jean) Noerdinger (Nagem, 3 januari 1895 – River Forest, 13 oktober 1963) was een Luxemburgs-Amerikaans beeldhouwer en kunstschilder.

## Leven en werk
Jean Noerdinger was een zoon van Michel Noerdinger en Catharina Roeder. Met Joseph Kutter, Jean Schaack en Auguste Trémont bezocht hij de École d'artisans de l'État in Luxemburg-Stad, waar zij les kregen van Pierre Blanc, Ferdinand d'Huart en Eugène Kurth. Hij studeerde vanaf 1913 in Straatsburg, aan de Kunstacademie van München, bij Hugo von Habermann, en aan de Academie voor schone kunsten van Weimar. In 1921 verbleef hij enige tijd in Parijs. Na zijn terugkeer in Luxemburg gaf hij les aan het Athénée grand-ducal in Luxemburg-Stad en het College in Diekirch.
Noerdinger schilderde landschappen, portretten, stillevens en bloemen. Hij was lid van de Cercle Artistique de Luxembourg en exposeerde vanaf 1914 geregeld op de jaarlijkse salon. In 1915 exposeerde hij met Henri Rabinger en Auguste Trémont, die ook in het buitenland studeerden, bij de Kunstverein Luxemburger Studenten en in 1917 met Rabinger bij Bradtké. 
In 1925 emigreerde Noerderinger naar de Verenigde Staten, waar hij werd genaturaliseerd tot Amerikaan en zich John Noerdinger noemde. Hij werd een bekend kunstenaar in de art scene van Chicago. Noerdinger was een van de initiatiefnemers van de wereldtentoonstelling Century of Progress (1933, 1934). Hij won in Amerika diverse prijzen voor zijn wanddecoraties.
Noerdinger was getrouwd met de Luxemburgse Victorine Metzler (1893-1977). Hij overleed op 68-jarige leeftijd.

## Enkele werken
- 1925-1930 geschilderde portretten van Walter Chrysler, Walter Dodge en ambassadeur Charles Dawes.[5]
- Spirit of Transportation, twee allegorische reliëfs aan het gebouw van de Meat Drivers and Helpers Union in Chicago, architect John Sand.[6]

- Musée national d'archéologie, d'histoire et d'art: lkl000147